# 恵那市立串原小学校
恵那市立串原小学校（えなしりつ くしはらしょうがっこう）とは、岐阜県恵那市にある公立小学校。

## 概要
- 通学区域は串原全域である。公立中学校の進学先は恵那市立串原中学校である[1]。
- 1969年に本郷小学校と串原小学校〈旧〉が統合し、新たに串原小学校となった。

## 沿革
- 串原小学校は相走地区に存在した串原小学校と本郷地区に存在した本郷小学校を統合し、新設した小学校である。ここでは相走地区に存在した串原小学校を、串原小学校〈旧〉として記述する。
- 1948年から1979年は串原小学校と串原中学校は併設され、串原小中学校とも称していた。1948年から1969年までの串原小中学校〈初代〉は串原小学校〈旧〉と串原中学校〈2代目〉の併設校、1969年から1970年の串原小中学校〈2代目〉は串原小学校と串原中学校〈2代目〉の併設校、1970年から1979年の串原小中学校〈3代目〉は、串原小学校と串原中学校の併設校であった。

### 年表
- 1873年（明治6年） - 相走に作新学校が開校。
- 1878年（明治11年） - 串原小学校に改称する。
- 1894年（明治27年） - 串原尋常小学校に改称する。
- 1900年（明治33年） - 串原尋常高等小学校に改称する。
- 1902年（明治35年） - 農業補習学校を併設する。
- 1941年（昭和16年）4月1日 - 串原国民学校に改称する。
- 1947年（昭和22年）4月1日 - 串原村立串原小学校〈旧〉に改称する。串原中学校〈初代〉相走分校を併設。
- 1948年（昭和23年）
  - 4月 - 串原中学校〈初代〉相走分校が串原第二中学校として独立する。串原小学校〈旧〉に併設。
  - 6月 - 串原第二中学校が串原中学校〈2代目〉に改称する。串原小学校〈旧〉に併設し、串原小中学校〈初代〉とも称した。
- 1969年（昭和44年）4月 - 本郷小学校と串原小学校〈旧〉が統合し、新たに串原小学校として開校。旧・本郷小学校を本郷分教室、旧・串原小学校を串原分教室とする。串原分教室に串原中学校〈2代目〉を引き続き併設し、串原小中学校〈2代目〉とも称した。
- 1970年（昭和45年）4月 - 本郷中学校と串原中学校〈2代目〉が統合し、新たに串原中学校が開校。統合校舎未完成のため、串原小学校本郷分教室、串原小学校串原分教室に併設。串原小中学校〈3代目〉とも称した。
- 1971年（昭和46年）4月 - 現在地に小中共用の新校舎が完成。児童は新校舎での授業となり、本郷分教室、串原分教室は廃止。
- 1972年（昭和47年） - 体育館が完成。
- 1973年（昭和48年） - プールが完成。
- 1979年（昭和54年） - 串原中学校との併設を解消。単独校となる。
- 2004年（平成16年）10月25日 - 恵那市、岩村町、山岡町、明智町、上矢作町、串原村が合併し、恵那市となる。同時に恵那市立串原小学校に改称する。

## その他
- 相走地区に存在した串原小中学校（串原小学校〈旧〉・串原中学校〈2代目〉）は、現在の恵那市串原1149に存在した。校舎、体育館、プールなどの施設は現存し、奥矢作レクリエーションセンターとして使用されている[2][3]。